# Jaś Elsner
Jaś Elsner (* 19. Dezember 1962 in London) ist ein britischer Kunsthistoriker, der sich hauptsächlich mit der antiken Kunst beschäftigt. Elsner ist Humfry Payne Senior Research Fellow in Classical Art am Corpus Christi College in Oxford sowie Visiting Professor of Art History an der Universität von Chicago.

## Leben
Nach dem Studium der Klassischen Altertumswissenschaft und der Kunstgeschichte an der Harvard University und der Universität London wurde Elsner 1991 am King’s College in Cambridge promoviert. Nach einer Anstellung als research fellow am Jesus College in Cambridge hatte er acht Jahre lang zunächst als Lecturer, dann als Reader Kunstgeschichte der griechischen und römischen Antike am Courtauld Institute of Art in London unterrichtet. Im Jahr 1999 wurde er zum Humfry Payne Senior Research Fellow in Classical Art and Archaeology am Corpus Christi College ernannt. Seit 2003 ist er regelmäßig Visiting Professor of the History of Art an der Universität Chicago. Darüber hinaus ist Elsner Mitglied der wissenschaftlichen Beiräte verschiedener Fachzeitschriften und Mitherausgeber der wissenschaftlichen Buchreihe Greek Culture in the Roman World der Cambridge University Press.
Seit 2009 ist er gewähltes Mitglied der American Academy of Arts and Sciences, seit 2017 Mitglied der British Academy. Im Mai 2019 wurde Jaś Elsner zum External Scientific Member des Kunsthistorischen Instituts in Florenz der Max-Planck-Gesellschaft ernannt.
Elsner ist verheiratet und hat vier Kinder.

## Forschungsschwerpunkte
Elsner arbeitet zur klassischen und spätantiken Kunst der Griechen und Römer sowie zur Rezeption der antiken Kunst. Besondere Aufmerksamkeit widmet er dem Blick und den Akten des Schauens und Zeigens in der Ekphrasis und den Formen der Visualisierung in Texten und Kunstwerken, zuletzt etwa im vieldiskutierten Artemidor-Papyrus, aber auch in der Religion (im Rahmen der Festgesandtschaft, griechisch: theoria, als Form der Wallfahrt) und der Physiognomik. Wissenschaftsgeschichtlich setzt sich Elsner darüber hinaus mit Vorgängern wie Alois Riegl und Josef Strzygowski auseinander.

## Schriften
Monographien
- Roman Eyes: Visuality and Subjectivity in Art and Text, Princeton (Princeton U.P), 2007
- Imperial Rome and Christian Triumph: The Art of the Roman Empire A.D. 100-450, Oxford: Oxford History of Art (OUP), 1998, ISBN 0-192-84201-3, Google Bücher
- Art and the Roman Viewer: The Transformation of Art from the Pagan World to Christianity, Cambridge, New York and Melbourne (CUP), 1995
- (mit Simon Coleman): Pilgrimage Past and Present: Sacred Travel and Sacred Space in the World Religions, London (British Museum Press) und Cambridge Mass. (Harvard University Press), 1995

Herausgeberschaften
- (Hg., mit Kai Brodersen): Images and Texts on the Artemidorus Papyrus: Working Papers on P. Artemid. (St John's College Oxford, 2008), Historia – Einzelschriften Bd. 214, Franz Steiner Verlag Wiesbaden GmbH, 2009, ISBN 3-515-09426-1
- (Hg., mit C. Kraus, Helene P. Foley, Simon Goldhill): Visualizing the Tragic, Oxford (OUP) 2007
- (Hg., mit Shadi Bartsch): Ekphrasis, Sonderausgabe von Classical Philology 102 (2007)
- (Hg., mit Simon Swain, Stephen J. Harrison): Severan Culture. Cambridge: Cambridge University Press 2007 (Festschrift für Ewen Bowie), ISBN 978-0521859820, Google Bücher
- (Hg., mit Ian Rutherford): Pilgrimage in Greco-Roman and Early Christian Antiquity: Seeing the Gods, Oxford (Oxford University Press), 2005, ISBN 0-199-25079-0, Google Bücher
- (Hg., mit Susan E. Alcock, John F. Cherry): Pausanias: Travel and Memory in Roman Greece. New York 2001, Oxford University Press
- (Hg.): Art and text in Roman culture, Cambridge: CUP, 1996, ISBN 0-521-43030-5, Google Bücher
- (Hg., mit Roger Cardinal): The Cultures of Collecting, London (Reaktion Books), Cambridge Mass. (Harvard University Press) und Melbourne (Melbourne University Press), 1994. Japanische Übers.: Tokyo (Kenkyusha), 1998
- (Hg., mit Jamie Masters): Reflections of Nero. Culture, history and representation. London 1994, ISBN 0-7156-2479-2

Artikel
- Physiognomics: Art and Text, in: Simon Swain (Hg.), Seeing the Face, Seeing the Soul: Polemon’s Physiognomy from Classical Antiquity to Medieval Islam, Oxford (OUP) 2007, S. 203–224
- The Rhetoric of Buildings in the De Aedificiis of Procopius, in: E. James (Hg.), Art and Text in Byzantium, Cambridge (CUP), 2007, S. 33–57
- Philostratus Visualises the Tragic: Some Ekphrastic and Pictorial Receptions of Greek Tragedy in the Roman Era, in: C. Kraus, H. Foley, S. Goldhill und J. Elsner (Hgg.), Visualizing the Tragic, Oxford (OUP) 2007, S. 309–337
- Viewing Ariadne: From Ekphrasis to Wall Painting in the Roman World, in: Classical Philology 102 (2007) S. 20–44
- Classicism in Roman Art, in: James Porter (Hg.), Classical Pasts: The Classical Traditions of Greece and Rome, Princeton (Princeton U.P), 2006, S. 270–297
- Perspectives in Art, in: Noel Lensky (Hg.): The Cambridge Companion to the Age of Constantine, Cambridge (CUP), 2006, 255-77, Google Bücher
- Reflections on the 'Greek Revolution': From Changes in Viewing to the Transformation of Subjectivity, in: Simon Goldhill und Robin Osborne (Hgg.): Rethinking Revolutions Through Ancient Greece, Cambridge, 2006, S. 68–95
- From Empirical Evidence to the Big Picture: Some Reflections on Riegl’s Concept of Kunstwollen, Critical Inquiry 32.4, Summer, 2006. S. 741–766
- Art and Text, in: Stephen J. Harrison (Hg.), A Companion to Latin Literature, Oxford (Blackwell) 2005, S. 300–318
- Sacrifice and Narrative in the Arch of the Argentarii in Rome, in: Journal of Roman Archaeology 18 (2005) S. 83–98
- Piety and Passion: Contest and Consensus in the Audiences for Early Christian Pilgrimage, in: J. Elsner und Ian Rutherford (Hgg.), Pilgrimage in Greco-Roman and Early Christian Antiquity: Seeing the Gods, Oxford (Oxford University Press), 2005, S. 411–434
- The Birth of Late Antiquity: Riegl and Strzygowski in 1901, in: Art History 25 (2002) S. 358–379, S. 419–420